# Deux Arabesques

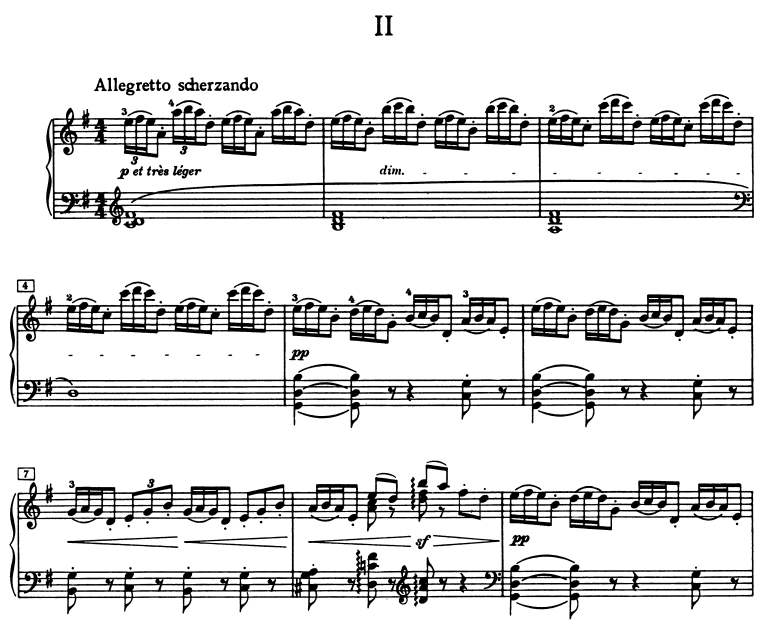
Opening van Arabesque nr 2

De Deux Arabesques (L.66) van Claude Debussy behoren tot zijn bekendste werken. Ze vormden na Danse bohémienne zijn tweede compositie voor piano 2-handig.
Boven de eerste arabesque (in E majeur) staat als aanwijzing Andantino con moto, terwijl de tweede (in G majeur) voorzien is van de aanduiding Allegretto scherzando.
De term arabesk wordt ook in de beeldende kunsten gebruikt en verwijst naar lichtheid en versiering. De versiering die in de tweede arabesque veelvuldig te horen is (de snelle op en neer gaande beweging) staat bekend als praller of pralltriller.
Ook Robert Schumann heeft in deze sfeer zijn "Arabeske" (op. 18) gecomponeerd.
Tijdens het leven van Debussy zijn er zo'n 20.000 exemplaren van zijn Arabesques in omloop geweest en ze worden nog steeds in het piano-onderwijs gebruikt.